# Good Enough
"Good Enough" é uma canção da banda de metal alternativo americana Evanescence. Foi lançada em 14 de dezembro de 2007 como quarto e último single do álbum The Open Door. A canção foi escrita por Amy Lee e produzida por Dave Fortman. De acordo com Lee, "Good Enough" foi inspirada em seu marido Josh Hartzler. Foi colocada como a última faixa do disco, e simboliza um novo começo para a banda. Lee disse que compôs a música para a trilha sonora do filme The Chronicles of Narnia: The Lion, the Witch and the Wardrobe, porém não foi incluída. Os produtores de Nárnia refutaram a alegação, afirmando que nenhuma canção do Evanescence havia sido planejada para ser  inclusa na trilha.
"Good Enough" é uma balada de piano situada em um ritmo moderadamente lento, e acompanha piano e cordas. Musicalmente tem sido comparada com canções de Sarah McLachlan e Tori Amos. A canção foi aclamada pela crítica, com muitos críticos de música elogiando o piano. Um videoclipe dirigido por Marc Webb e Rich Lee foi filmado em Budapeste, Hungria, e lançado em 10 de setembro de 2007. Lee aparece cantando e tocando piano em um armazém, enquanto é cercada por chamas. "Good Enough" fez parte da setlist da The Open Door Tour em 2006.

## Antecedentes
"Good Enough" foi escrito por Amy Lee para seu marido, Josh Hartzler. Foi produzido por Dave Fortman e gravado em Record Plant Studios, Los Angeles. O single foi programado para ser lançado na Alemanha em formato básico e premium em 14 de dezembro de 2007, mas uma data de lançamento nunca foi oficialmente anunciada. Ao falar sobre o próximo álbum do Evanescence, The Open Door, Lee revelou que uma das faixas seria chamada "Good Enough". Ela disse: "Se chama "Good Enough", e é completamente, completamente, completamente diferente para mim, porque ele tem um [final] feliz. É a última música que eu escrevi para o disco, e é uma canção mais valente, Eu tive que dizer a verdade e a verdade é dolorida, eu me sinto bem, agora. O resto do álbum é bastante agressivo e escuro e tudo mais, mas o último é como, eu cheguei ao bom lugar, para o qual eu estava indo e escrevi sobre o quão bom eu me sentia. Descobriu-se incrível, é diferente de tudo que já fizemos. Eu só tenho que escrever o que vem do meu coração e ser genuína, porque eu acho que isso é o que as pessoas adoravam em nossas músicas, e elas as ouvem pra curtir, mas se algo fazer sentido, melhor ainda."
A música, que foi a última escrita para o álbum, foi colocada no final do álbum porque "marca um novo começo" para a banda, que foi o tema do álbum e um tema na vida de Lee. No encarte de The Open Door, ela afirmou que seu marido, Josh Hartzler, foi a principal inspiração para a música. No livreto, ela escreveu: "Josh, você é minha vida. Nada mais me inspira além do que jeito que você é. Obrigado por ser todas as peças que me faltavam. Obrigado por sua força e amor. Obrigado por me deixar ver em seus olhos, porque só então eu poderia saber que eu sou suficientemente boa para você". Um dos singles anteriores da banda, "Bring Me to Life", também foi escrito para Josh Hartzler. Em uma entrevista para o VH1, Lee revelou ainda a inspiração por trás da música, dizendo: "Eu tinha passado por muitas coisas difíceis durante a escrita do álbum inteiro, e no final, eu me afastei dessas situações ruins. Isso é muito difícil. Você tem que ser realmente corajosa e forte. Depois de fazer isso, fiquei tão incrível. Pela primeira vez, senti como se eu pudesse escrever uma música com base no quão bom eu me sentia. Nunca fiz isso antes. Durante outra entrevista com The Washington Post, ela afirmou:

"Essa música, a última que escrevi para o disco, é definitivamente a mais representativa de mim agora, da maneira que eu me sinto. Se estamos falando sobre o "novo eu", é isso e por que está no fim do disco. Você deve passar por essas coisas e fazer as mudanças que você tem que fazer e estar lá e dizer, "Ok, eu fiz." Isso não é tão fácil. [...], Eu simplesmente não me segurei desta vez, e escrever dessa maneira me fez sentir realmente purificada, como se eu tivesse realmente a chance de romper em vez de simplesmente revirar todos os meus problemas. Não é sobre todas as vezes que tenho medo e me sinto atormentada e triste, é como olhar para essas situações ruins e pisar nelas. É realmente muito bom, poder cantar essas músicas agora."

Em uma entrevista em 2004 para a MTV News, Amy Lee revelou que estava compondo uma música para o filme, The Chronicles of Narnia: The Lion, the Witch and the Wardrobe. Ela também revelou que os produtores do filme lhe ofereceram um pequeno papel, dizendo: "Eles disseram,"Você quer fazer um papel?" e eu disse, "Me deixem morrer. Eu quero ser alguém que é assassinado". Então eu não acho que isso vai acontecer. Ela revelou mais tarde que "Lacrymosa" e outra música foram originalmente escritas para o filme, mas não foram incluídas. De acordo com os produtores do filme, nem Lee nem a banda foram abordados para compor música para o filme. Outra música também foi escrita para o filme, mas foi rejeitada por causa de seu som sombrio. No blog oficial da banda e em uma entrevista de rádio, Lee afirmou que uma parte da música que foi escrita para o filme foi usada em "Good Enough".

## Composição
"Good Enough" é uma balada de piano moderadamente lenta com um tema feliz. De acordo com a partitura publicada no site Musicnotes.com, por Alfred Music Publishing, a música está em um tempo comum e se atuou em ritmo moderadamente lento de 92 batimentos por minuto. "Good Enough" está escrito na nota de Fá menor, enquanto os vocais de Lee na música, variam desde a nota musical de Sol até a nota de Mi. A música contém cordas, piano e vocais de Amy Lee como instrumentação principal. Em "Good Enough", Lee "fala sobre o alcance arrebatador de algo maior do que ela mesma "na letra" não deveria ter deixado você me torturar tão docemente ... / Não deveria ter deixado você me conquistar completamente / Agora eu não posso deixar esse sonho ir / não posso acreditar que eu sinto / o suficiente para você". Na música, ela também canta as partes "Eu ainda estou esperando a queda da chuva. Despeje a vida real em mim / Porque eu não posso segurar nada, isso é bom o suficiente / Sou boa o suficiente / Para você também me amar?".

## Recepção da critica
| |  |  |
| Vários críticos compararam o desempenho da música de Amy Lee, com os trabalhos de Sarah McLachlan ( esquerda ) e Tori Amos ( direita ). |  |  |

"Good Enough" recebeu críticas em sua maioria positivas de críticos de música. Em sua revisão de The Open Door, Ed Thompson do site IGN, afirmou que os fãs que estavam "a procura de uma balada de piano completa", depois de "My Immortal" (2004) e tiveram que esperar até a última faixa do álbum. Ele acrescentou que, no final do álbum, foram premiados com "não só a música mais bonita do álbum, mas também a música mais original que Lee lançou". Ele disse ainda: "apesar da voz de Lee dar a melodia um ar funerário, não há como esconder o fato de que as letras são de uma natureza otimista." Não deveria ter que me torturar tão docemente, agora não posso deixar esse sonho longe, não consigo respirar, mas sinto-me bem o suficiente, me sinto suficientemente bem para você." Bill Lamb do About.com, colocou a música em sua lista de Top Tracks da "The Open Door" juntamente com "Sweet Sacrifice", "Call Me When You're Sober", "Your Star" e "Lacrymosa". Jon Dolan da Entertainment Weekly, disse que a canção é "[...] enganosa e suave", Good Enough "flerta novamente com o lado obscuro, oferecendo". Kathy McCabe, do The Daily Telegraph, escreveu que a "confiança nova" de Lee fica evidente na música. Em sua revisão sobre o The Open Door, Andree Farias do Christianity Today, concluiu que, embora a música "deixe um gosto doce na sua boca", pode não significar muito em "um esquema". Ele acrescentou que a música é como um Contrastam com o resto do álbum.
Um escritor do The Boston Globe, chamou a música de "vislumbre solitário na escuridão" com um "groove incongruentemente oprimido", acrescentando que os fãs do Evanescence iriam gostar da música. Don Kaye do Blabbermouth.net, encontrou a música como uma "balada melancólica". Richard Harrington, do The Washington Post, encontrou alguns momentos calmos no álbum, mais notavelmente sobre a "balada assombradora "Good Enough" e sobre "Like You". Escrevendo para a revista St. Louis Post-Dispatch, Sara Berry concluiu que a banda equilibrou os "hinos de rock abrasadores" com "baladas reflexivas, de piano pesados", como "Lithium" e "Good Enough". Ela também encontrou um "cenário de sonoridade íntima" que incluiu apenas Lee e seu piano. Rick Massimo, do Providence Journal, escreveu que a música é "ser bastante melodramática, mas melodicamente bem sucedida". Chris Harris, da Rolling Stone, escreveu que Lee está "acariciando os marfins e entregando suas letras com uma doçura elegante", que ele achou parecida com Tori Amos e Sarah McLachlan. Um escritor da Reuters, chamou a música de "tão intensa e afetada como qualquer coisa antes", e desta vez, a letra lírica de Amy Lee, do lado negro, revelando o alívio da positividade".
Jason Nahrung, do The Courier-Mail, elogiou a música, chamando-a de "discretamente arranjadora, mas de elevação liricamente". Um escritor do Blender, foi negativo em relação à música, escrevendo "Nós desejamos, mas "Good Enough" é uma balada de piano tão sem forma e melosa, ficamos chocados com o último álbum do Evanescence e agora com o single. Tão ruim demais até para Vanessa Carlton, assim como para Jewel, muito fino para Enya." Rob Sheffield da Rolling Stone, escreveu que, na música, Lee parece "como uma garota de classe média que deseja ser "Good Enough", Mas que sofre de uma atração acima da média para gajos magnéticos e destrutivos". Um escritor da Sputnikmusic elogiou a suavidade da música dando-lhe uma nota de 4.5. Embora Jordan Reimer do The Daily Princetonian, elogiou a música, ele acrescentou que não poderia combinar "a beleza assombrosa" de "My Immortal". Stephen Thomas Erlewine do Allmusic, encontrou "Tori-isms", na música.

## Videoclipe
Um vídeo musical dirigido por Marc Webb e Rich Lee, foi filmado em Budapeste, Hungria, entre 11 de junho e 14 de junho de 2007. Lee fez uma aparição no programa da MTV,Total Request Live (TRL) em 10 de setembro de 2007, para estrear o vídeo. Um escritor da MTV News descobriu que o vídeo era "escuro e cinematográfico, é quase como se você tivesse engolido um filme completo em 3 minutos". Outro escritor da revista de rock Blender, foi negativo em relação ao vídeo, dizendo que "Faz com que a alma da cantora Amy Lee, seja muito mais atraída com cenas devastadoras, devidos da decadência e da destruição.
A narrativa do clipe consiste em uma Amy Lee tocando sua composição sozinha, ao piano, sem os demais integrantes da banda. Cheio de efeitos especiais e computação gráfica (incluídas aí uma cena de incêndio em que Amy está a tocar no piano porque (o resto do incendio pela casa inteira é verdadeiro) e o nascimento de flores no final) "Good Enough" só chegou a programação da MTV Brasil, pouco mais de dez dias após a matriz norte-americana lançar o novo single da banda Evanescence. Mais tarde, chegou a grade de programação da TV União em Novembro de 2007, onde fez sucesso na parada do programa, Top +.

## Performances ao vivo
"Good Enough" foi cantado e tocado ao vivo pela banda no Hammerstein Ballroom em Nova York em 2006, no Air Canada Centre em janeiro de 2007, no Dunkin 'Donuts Center em Providence, Rhode Island, em 4 de abril de 2007, e em 21 de novembro de 2007 no Teatro WaMu. Evanescence também tocou a música ao vivo, no show secreto de Nova York que aconteceu em 4 de novembro de 2009. Durante seu show no War Memorial Auditorium em Nashville, Tennessee, em 17 de agosto de 2011, Evanescence realizou "Good Enough", na promoção de seu álbum auto-intitulado, Evanescence.

## Créditos
COs créditos foram adaptados do encarte do álbum The Open Door.
| - Amy Lee - compositora, piano, teclados, vocais, assistente de programação - Dave Fortman – produção, mixagem - Jeremy Parker – engenharia | - Mike Houge – assistente de engenharia - Wesley Seidman – assistente de engenharia - Ted Jensen – masterização - DJ Lethal – programação |

## Desempenho nas paradas
| Charts (2007)            | Maior posição |
| ------------------------ | ------------- |
| Portugal singles top 50  | 10            |
| Lithuania airplay charts | 17            |